# فرانتس برونر
فرانتس برونر (انگلیسی: Franz Brunner; ۲۱ مارس ۱۹۱۳ – ۲۲ دسامبر ۱۹۹۱) بازیکن هندبال اهل اتریش بود.